# Battaglia di Pirot (1913)
La battaglia di Pirot comprende gli scontri tra gli eserciti bulgaro e serbo nei dintorni di Pirot vicino al confine serbo-bulgaro tra il 6 e l'8 luglio 1913 durante la seconda guerra balcanica.
Sul fronte tra la 3ª armata bulgara (Slivnica-Trn-Caribrod) e la 2ª armata serba (Sofia-Pirot-Niš), i combattimenti principali si svolsero fuori Pirot il 6 e 7 luglio. Un comandante della 2ª armata serba, il generale Stepa Stepanović, suggerì l'8 luglio di evacuare Pirot. Tuttavia, quando l'avanzata romena minacciò la prima armata bulgara la sera dello stesso giorno, il comando bulgaro ordinò il ritiro. A causa della vittoria serba a Bregalnica, i bulgari furono costretti a rinunciare alle aspirazioni nel sud-est della Serbia.